# Нижня Ольшава
Нижня Ольшава (словац. Nižná Olšava) — село в Словаччині, Стропковському окрузі Пряшівського краю. Розташоване в північно-східній частині Словаччини.
Уперше згадується у 1390 році.

## Пам'ятки
У селі є римо-католицький парафіяльний костел непорочного зачаття Діви Марії з початку 19 століття в стилі пізнього бароко, з 1988 року національна культурна пам'ятка та греко-католицька церква Успіння Пресвятої Богородиці з 19 століття в стилі класицизму.

## Населення
| Рік:            | 1994. | 2004.   | 2014.   | 2024.   |
| --------------- | ----- | ------- | ------- | ------- |
| Кількість осіб: | 387   | 397     | 429     | 431     |
| Різниця:        |       | +2,58 % | +8,06 % | +0,46 % |

| Рік:            | 2023. | 2024.   |
| --------------- | ----- | ------- |
| Кількість осіб: | 425   | 431     |
| Різниця:        |       | +1,41 % |

У селі проживає 395 осіб.
У 1880 році в селі проживало 319 осіб, з них 230 вказало рідну мову словацьку, 71 русинську, 10 німецьку, 3 були чужинцями а 5 німих. Релігійний склад: 160 греко-католиків, 148 римо-католиків, 10 юдеїв, 1 протестант.
У 1910 році в селі проживала 361 особа, з них 337 вказало рідну мову словацьку, 15 німецьку, 9 русинську. Релігійний склад: 186 римо-католиків, 160 греко-католиків, 15 юдеїв.
Національний склад населення (за даними останнього перепису населення — 2001 року):
- словаки — 97,73 %
- русини — 1,26 %
- чехи — 0,51 %
- українці — 0,25 %

Склад населення за приналежністю до релігії станом на 2001 рік:
- римо-католики — 83,84 %,
- греко-католики — 15,15 %,
- православні — 0,51 %,
- не вважають себе віруючими або не належать до жодної вищезгаданої церкви: 0,51 %

## Географія
Протікає річка Ольшавка